# Konstancja Turczynowicz

Konstancja Turczynowicz, z domu Damse (ur. 5 marca 1818 w Warszawie, zm. 9 listopada 1880 tamże) – najwybitniejsza tancerka polskiego baletu romantycznego, pierwsza polska wykonawczyni tytułowej roli Giselle w kultowym balecie romantycznym. W latach 1843–1853 pierwsza tancerka Warszawskich Teatrów Rządowych, a w tym Teatru Wielkiego.

## Dzieciństwo
Urodziła się 5 marca 1818 roku w Warszawie jako Konstancja Felicjana. Była najstarszą córką aktora, kompozytora i dyrygenta Józefa Damsego (1789–1852) oraz chórzystki operowej i aktorki Krystyny z Mularskich (1800–1862). Siostra aktorki Teresy Damse, zamężnej Markowskiej (1824–1886), solistki baletu Filipiny Bronisławy Damse, zamężnej Mikulskiej (1831–1888) i aktora Józefa Wiktoryna Damsego (1832–1876). Od 1829 roku była uczennicą szkoły tańca przy ówczesnym Teatrze Narodowym na placu Krasińskich, gdzie występowała w niewielkich rolach dziecięcych w przedstawieniach komediowych i operowych. Jako zawodowa tancerka zadebiutowała 25 sierpnia 1833 roku pod panieńskim nazwiskiem w tańcu solowym, w choreografii Maurice’a Piona, w operze Armida Gioacchino Rossiniego na scenie Teatru Wielkiego i wkrótce zaczęła obejmować coraz to większe partie w repertuarze, wysuwając się wkrótce na czołowo zespołu baletowego, początkowo jako utalentowana tancerka charakterystyczna.
Pisano o niej w 1838 roku: „Pani Konstancja Turczynowicz, z domu Damse, córka zasłużonego i zdolnego artysty, po kilku latach pracy, w wieku dziecinnym jeszcze, obdarzona z natury pięknym talentem, przy szczerym zamiłowaniu w obranym zawodzie nie zawiodła usilności swych nauczycieli. Pierwsze jej wystąpienie, jako solo tancerki, w operze Armida, w 1833 roku zwróciło szczególną uwagę publiczności, która nagradzając talent artystki zaszczyciła ją zaraz po ukończeniu tańca, jednogłośnym przywołaniem. W kilka dni potem, przy otwarciu nowego Teatru Rozmaitości, w dzisiejszej sali redutowej, solo mazur, tańczony przez tęż artystkę, tak dalece zajął zgromadzonych widzów, że na ogólne żądanie powtórzyć go musiała. Odtąd, ilekroć przedstawionym bywa widowisko pod tytułem Nowy teatr, publiczność zadowolona z miłego wykonania mazurka, żąda powtórzenia go i nagradza tancerkę przywołaniem. Z prawdziwą przyjemnością, mamy prawo w tym miejscu nadmienić, że każde pas wykonane przez Panią Turczynowicz, dowodzi znakomity talent i nieustającą pracę”.

## Kariera artystyczna
W 1836 roku poślubiła solistę i pedagoga baletu Romana Turczynowicza i odtąd występowała pod jego nazwiskiem. W czerwcu 1842 roku udała się z mężem na kilkumiesięczne stypendium Warszawskich Teatrów Rządowych do Paryża, gdzie zostali wysłani dla doskonalenia swojego warsztatu tanecznego u tamtejszych pedagogów baletu. Po drodze wystąpili po kilka razy w Poznaniu, Dreźnie i Lipsku. Podczas pobytu w Paryżu, dzięki wsparciu Fryderyka Chopina udało im się również wystąpić trzykrotnie w przedstawieniach baletowych na scenie Théâtre de l’Opéra, w których oboje wykonywali polskie tańce narodowe – krakowiaka i mazura, a ona tańczyła dodatkowo popisowego mazurka-solo w baletu Wesele w Ojcowie. Zyskali tam liczne wyrazy uznania w recenzjach paryskich krytyków jako znakomici tancerze charakterystyczni. Wspominano przy tej okazji, że to ona uczyła tańczyć mazurka samą Marię Taglioni podczas jej warszawskich występów gościnnych.
Po powrocie do Warszawy, w 1843 roku została podniesiona do rangi pierwszej tancerki i odtąd przez wiele lat wykonywała czołowe partie w ówczesnym repertuarze baletowym. Odznaczała się wybitnym talentem aktorskim i nienaganną techniką tańca. Występowała początkowo w baletach Maurice’a Piona i Filippo Taglioniego, a potem głównie w realizacjach choreograficznych swojego męża Romana Turczynowicza. Była na scenie warszawskiej pierwszą polską wykonawczynią głównych ról w słynnym repertuarze romantycznym, w Giselle, Esmeraldzie, Katarzynie, córce bandyty, Hrabinie i wieśniaczce (tytuł oryginalny: Le Diable à quatre), Rozbójniku morskim, Diable kulawym i innych baletach. Ceniono prostotę, naturalność i wdzięk jej tańca. W latach swojej kariery była bezkonkurencyjną ulubienicą warszawskiej publiczności. „Mogłaby zyskać europejską sławę, gdyby wyzbyła się zbytniej skromności osobistej” – napisał o niej niemiecki podróżnik Carl Goehring.
Pożegnała się ze sceną 6 października 1853 roku i odtąd była nauczycielką klas dziewczęcych w szkole baletowej przy Teatrze Wielkim. W 1863 roku obchodziła jubileusz trzydziestolecia pracy artystycznej, po czym przeszła na emeryturę.

## Role

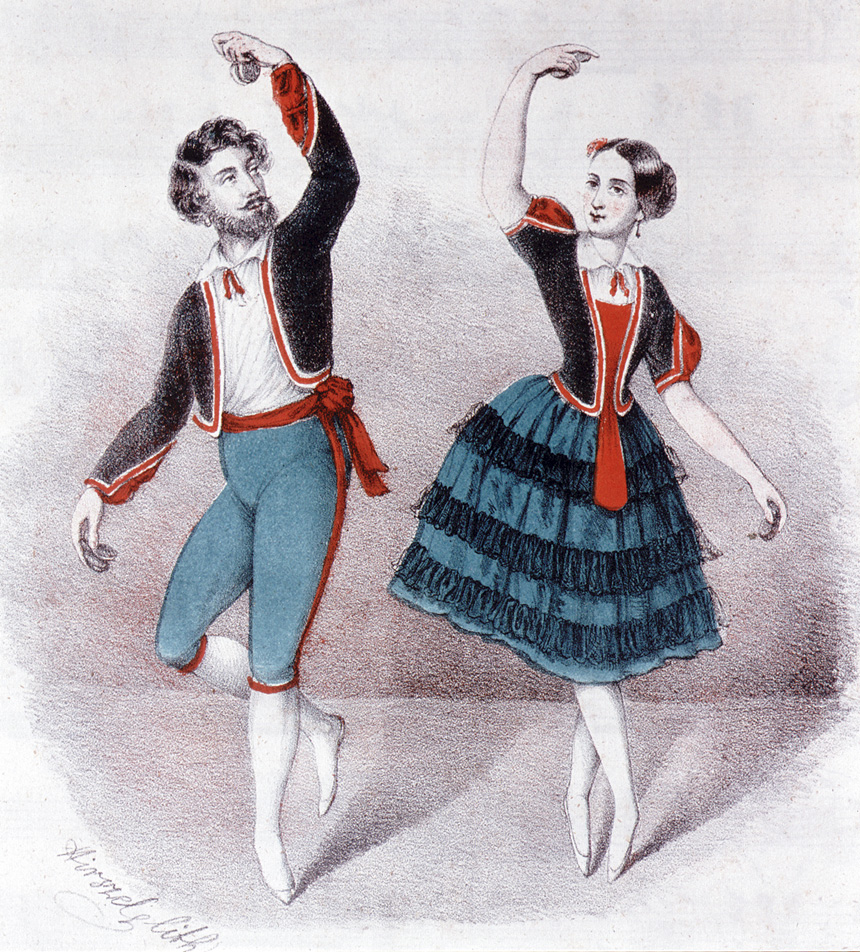
Konstancja Turczynowicz i Aleksander Tarnowski w tańcu kaczucza, 1847

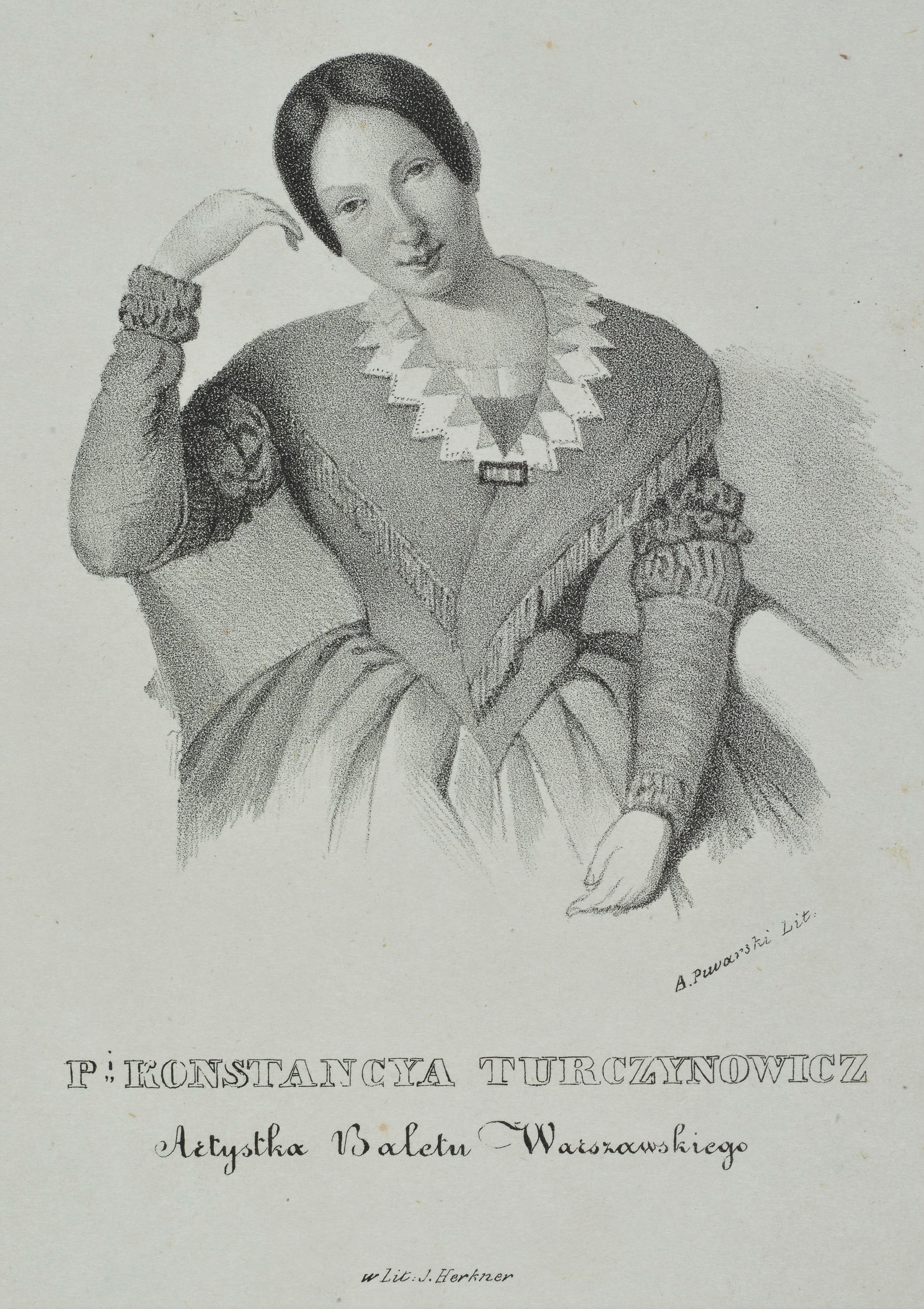
Konstancja Turczynowicz, 1841

- 1833: Taniec-solo – Armida, opera Gioacchino Rossiniego, choreografia Maurice Pion
- 1833: Mazurek-solo – Nowy teatr, kwodlibet, choreografia Maurice Pion, muz. Józef Damse (na otwarcie Nowego Teatru Rozmaitości w salach redutowych Teatru Wielkiego)
- 1833: Tańce – Wesele w Ojcowie, choreografia Louis Thiérry / Maurice Pion, muzyka Karol Kurpiński i Józef Damse
- 1835: Leonora – Geniusz różowy, czyli Fernando i Leonora, choreografia Maurice Pion, muzyka Józef Damse
- 1837: Pas de trois – Mimili, czyli Styryjczykowie, choreografia Maurice Pion, muzyka Józef Stefani
- 1838: Viviana – Rycerz i wieszczka, choreografia Maurice Pion wg Armanda Vestrisa, muzyka Vojtěch Jírovec, Giovanni Pacini i Gioacchino Rossini
- 1839: Solistka – Stach i Zośka, choreografia Maurice Pion, muzyka Józef Stefani
- 1843: Mina – La Gitana, choreografia Filippo Taglioni, muzyka Johann Philipp Schmidt, Daniel Auber, Józef Stefani
- 1843: Jola – Lucuperek, choreografia Maurice Pion wg Julesa Perrota, muzyka Wilhelm Ludwig Reuling i Józef Stefani
- 1844: Solistka – Poranek indyjski, choreografia Filippo Taglioni, muzyka Józef Stefani
- 1844: Solistka – Dzień karnawału weneckiego, choreografia Filippo Taglioni, muzyka Józef Stefani
- 1844: Angela – Cień, choreografia Filippo Taglioni, muzyka Ludwig Wilhelm Maurer
- 1844: Diana – Łowy Diany, choreografia Filippo Taglioni, muzyka Daniel Auber
- 1845: Donna Maria – Rozbójnik morski, choreografia Filippo Taglioni, muzyka Adolphe Charles Adam / Józef Stefani
- 1845: Polka – Zabawy zimowe, czyli Miłosne intrygi, choreografia Paul Taglioni, muzyka Hermann Schmidt i Józef Stefani
- 1846: Solistka – Okrężne pod Kielcami, choreografia Roman Turczynowicz, muzyka Józef Stefani
- 1846: Primabalerina – Pani T... w podróży, czyli Tancerka i rozbójnicy, choreografia Paul Taglioni, muzyka Józef Stefani
- 1847: Pas z girlandami – Przybycie, zabawa i odjazd na kolei żelaznej, choreografia Filippo Taglioni, muzyka Józef Stefani
- 1847: Solistka – Panorama Neapolu, choreografia Filippo Taglioni, muzyka Józef Stefani
- 1847: Ninetta – Hrabina i wieśniaczka, czyli Przemiana żon, choreografia Roman Turczynowicz wg Le Diable à quatre Josepha Maziliera, muzyka Adolphe Adam
- 1848: Viviana – Rycerz i wieszczka, choreografia Maurice Pion wg Armanda Vestrisa, muzyka różnych kompozytorów
- 1848: Giselle – Giselle, choreografia Roman Turczynowicz wg Jeana Corallego i Julesa Perrota, muzyka Adolphe-Charles Adama /Józef Stefani
- 1849: Florinda – Diabeł kulawy, choreografia Roman Turczynowicz wg Le Diable boiteux Jeana Corallego, muzyka Casimir Gide / Józef Stefani
- 1850: Katarzyna – Katarzyna, córka bandyty, choreografia Roman Turczynowicz wg Julesa Perrota, muzyka Cesare Pugni / Józef Stefani
- 1851: Esmeralda – Esmeralda, choreografia Roman Turczynowicz wg Julesa Perrota, muzyka Cesare Pugni / Józef Stefani
- 1852: Solistka – Uroczystość róż, choreografia Roman Turczynowicz, muzyka Józef Stefani
- 1852: Solistka – Pałac kryształowy w Londynie, choreografia Roman Turczynowicz, muzyka Józef Stefani

## Życie prywatne
Przy swej intensywnej karierze artystycznej Konstancja Turczynowicz nie zaniedbywała życia rodzinnego. Mieli z mężem Romanem Turczynowiczem ośmioro dzieci, z których większość przyszła na świat w okresie aktywności scenicznej matki. Byli to: Józef (1837-1893), Karolina (1839-?), tancerz Jan Konstanty (1840–1878), Franciszek Ksawery (1840-1863), Antoni Feliks (ur. 1844), Roman (1848–1850), aktor Leonard (1856–1899) i aktorka Marianna Justyna, znana jako Maria (1860–1882). Dwaj jej synowie: Józef i Franciszek Ksawery byli aktywnymi uczestnikami powstania styczniowego.
Artystka zmarła 9 listopada 1880 w Warszawie, a dzień później „Kurier Warszawski” wspominał: „Konstancja z Damsów Turczynowiczowa, głośna niegdyś prima balerina teatrów warszawskich, zmarła wczoraj w Warszawie, licząc 62 lat wieku. Nieboszczka była jedną ze świetnych gwiazd owej plejady choreograficznej, która baletowi warszawskiemu zapewniała niegdyś pierwszorzędne w Europie stanowisko. Turczynowiczowa słynęła zwłaszcza w tańcach charakterystycznych, które wykonywała z nieporównanym wdziękiem, dystynkcją i lekkością”. Pochowana została na cmentarzu Powązkowskim w Warszawie (kwatera 177 wprost-6-6).